# Ġ
Der Buchstabe Ġ (kleingeschrieben ġ) ist ein Buchstabe des lateinischen Schriftsystems, bestehend aus einem G mit Punkt oben. Er ist der siebte Buchstabe des maltesischen Alphabets und entspricht im Maltesischen dem IPA-Laut ʤ, der in italienischen Lehnwörtern vorkommt. Außerdem wird er zur Transliteration des arabischen Buchstabens Ghain verwendet, der einen dem Zäpfchen-R ähnlichen Kehllaut abbildet, der auch in anderen semitischen Sprachen vorkommt oder vorkam. Früher wurde er auch in der irischen Sprache verwendet, um ein lenisiertes G darzustellen, heute wird dafür der Digraph gh verwendet.
Zudem wird der Buchstabe manchmal in modernen wissenschaftlichen Transkriptionen des Altenglischen verwendet, um [j] oder [dʒ] (nach ⟨n⟩) darzustellen, um es von ⟨g⟩, ausgesprochen als /ɣ/, zu unterscheiden, das ansonsten identisch geschrieben wird.

## Darstellung auf dem Computer
Unicode enthält das G mit Punkt oben an den Codepunkten U+0120 (Großbuchstabe) und U+0121 (Kleinbuchstabe). In ISO 8859-3 belegt das Ġ die Stellen 0xD5 (Großbuchstabe) und 0xF5 (Kleinbuchstabe).
In TeX kann man das Ġ mit den Befehlen \.G und \.g bilden.
Die benannten HTML-Zeichenentitäten lauten &Gdot; für das große Ġ und &gdot; für das kleine ġ.